# Джамская битва
Джа́мская би́тва — важный эпизод масштабного военно-политического противостояния между династиями Шейбанидов и Сефевидов. Битва произошла 24 сентября 1528 года, в местечке Зурабад, севернее Сабзавара и Хосровджерда, которые входили в Джамский вилаят Хорасана (Государство Сефевидов).

## Предыстория
Когда армия шаха Тахмасиба I вступила в Хорасан, Убайд-хан оставил свою уязвимую позицию в Герате и поспешил назад в Мавераннахр для мобилизации всей армии узбеков против кызылбашей. Он оставил свое личное войско и припасы в Мерве и лично пересек обратно Амударью, вернувшись в Мавераннахр для того, чтобы уговорить повелителей именных кланов присоединиться к нему против шаха для завоевания Хорасана и Персидского Ирака. Он лично нанес визиты великому хану в Самарканде и Джанибек султану в Миянкале. В короткий срок, возможно месяц, вся армия узбеков была полностью готова к битве и «крупнейшая армия со времен Чингиз-хана», согласно летописцу, пересекла Амударью и 24 сентября 1528 года была уже в глубине Хорасана, возле Джама.

## Силы сторон

### Шейбаниды
Сефевидские летописи дают очень подробный список личного состава Шейбанидов в битве при Джаме, в которых указываются правящие узбекские рода. Среди них были Шахбудагиды — Убайд-хан, его сын Абдулазиз султан, Суюндж Мухаммад султан, сын Шейбани-хана, Пулад султан, вероятно, сын Тимур султана. Кучкунджиды во главе с ханом Кучумом и двумя его сыновьями, Абусаид султаном и Абдуллатиф султаном. Джанибекиды  — Джанибек султан и его сын Кистин Кара султан Балхский. Суюнджиды — Барак султан. Вдобавок к главным ханам и султанам также приведены имена ведущих узбекских эмиров. Они перечислены в порядке боевого расположения в битве: центр — Убайд, Кучум, Кистан, Камыш-Оглан, Тыныш-Би, Саййидам Мирза, Чагатай Бахадур, Биягу Бахадур, Хафиз Кунграт, Шейх Абусаид Афрасияб; левый фланг: Барак, Пулад, Абдулазиз; правый фланг: Джанибек, Абусаид, Кельди Мухаммад-султан; резервы: Суюндж Мухаммад, Канбар Али-Би, Шейх Дервиш-Би, Рустамкули-Би; авангард: Танбаль Ходжа Мирахур, Караджа Бахадур. Помимо всей узбекской армии, собранной напрямую во владениях династии в Мавераннахре, Фергане, Ташкенте и Туркестане, также присутствовали контингенты из Кашгара, от казахов и киргизов. Цифры о численности узбекской армии разнятся от 80 000 до 120 000. При Джаме узбеки были полны решимости и это была самая крупная попытка.

### Сефевиды
Количество задействованных при Джаме кызылбашей варьируется от 24 000 до 40 000 человек. Они уступали в численности, но у них были зарядные ящики европейского типа с установленными на них легкими пушками количеством в 700—2000, а также фузилеры-пехотинцы (количеством в 6 000 по Бабуру). Кызылбаши также были полны решимости и это было их максимальное усилие. Боевой порядок был следующий: центр — шах Тахмасиб, его братья Бахрам Мирза и Алкас Мирза, визирь Мирджафар Савджи, садр Мир Гивамаддин; муджтахид Шейх Али, мутаввали Святой Гробницы Мир Низамальмульк Ризави, отряд горчу, и вероятно, губернатор Казвина Мухаммед султан Текели, араба под командованием Устада Шейхи Топчубаши также находились в центре; правый фланг: регент или векиль Чуха султан Текели, Хамза султан Текели, губернатор Кирмана и/или Фараха Ахмед султан Афшар, губернатор Карабаха Ягуб султан Каджар; левый фланг: губернатор Хорасана Хусейн-хан Шамлы, губернатор Исфараина Мухаммед-хан Зульгадар-оглы, Табаррюк-хан Шамлы, Пиргулу-хан Шамлы, губернатор Кирмана Ахмед хан Устаджлы, Хасан султан Дургуд-оглы, Малик бек Хойи, губернатор Хоя; авангард: Улема султан Текели.

## Ход битвы

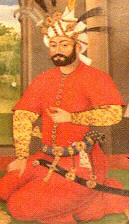
Тахмасп I

Шах Тахмасиб покинул Мешхед предположительно направляясь в Герат, который мог быть целью узбеков. При Харгирде (или Хосровгирде), возле Джама, его патрули обнаружили узбеков. Разведка донесла, что вся узбекская армия находилась возле Зурабада. Джанибек султан начал сражение, атаковав находившихся на правом фланге кызылбашей из племени текели. Они были разбиты в этом первом приступе и бежали с поля боя. Среди бежавших и бросивших шаха был и регент. Джанибек-султан продолжал преследование до того, как достиг складов кызылбашей (орду-базар), за оборонительными линиями, и узбеки приступили к грабежу. Тем временем левый фланг кызылбашей также был поколеблен, и эмиры здесь тоже обратились в бегство. Согласно сообщениям, Малик-бек Хойи и Ягуб-бек Каджар бежали без остановки до Симнана, а Ахмед султан Афшар — вплоть до Кирмана. Убайд-хан уже принимал поздравления с победой, и узбекская армия рассеялась для грабежа кызылбашского лагеря и даже начала возвращаться в Мавераннахр со своей добычей.
Однако была одна группа кызылбашей, о которой все позабыли — шах и кызылбашский центр, защищённый рядом современного оружия, которое всё ещё оставалось незадействованным. Согласно рассказу Бабура, центр был выстроен на османский манер, путём соединения «арабе» в окружённый повозками лагерь под защитой фузилеров-пехотинцев. Узбеки не пытались атаковать этот модернизированный центр, а направили свои атаки на фланги противника, сражавшиеся в более традиционном стиле, и сумели опрокинуть линии обороны кызылбашей, тем самым обойдя тяжёлый центр. Только так можно объяснить случившуюся позднее с узбеками катастрофу. Они были застигнуты врасплох внезапной атакой, последовавшей из центра, который, по предположению узбеков, должен был бежать.
Когда Убайд-хан принимал поздравления со своей победой, он увидел неразличимую чёрную точку, всё ещё стоявшую на расстоянии. Он произнёс: «я вижу нечто, что может быть частью кызылбашской армии», и хотя остававшиеся возле него узбеки настаивали, что этого не могло быть, поскольку все кызылбаши бежали, в конце концов Убайд-хан послал человека для разведки. К тому времени уже было поздно, поскольку чёрная точка пришла в движение и направлялась прямо на белый флаг, под которым стоял Убайд-хан. Шах Тахмасиб отказался выслушивать слова об обречённости от кучки эмиров и советников, всё еще остававшихся с ним, и не внял их мольбе временно признать поражение и оставить Хорасан и Персидский Ирак узбекам. Для шаха это была первая возможность действовать самостоятельно, и с присущим его возрасту оптимизмом (за две недели до битвы ему исполнилось пятнадцать лет по лунному календарю) и с его полным доверием к «Богу, Мухаммеду, Али и Имамам», он поднял упавший моральный дух всё еще находившихся при нём войск, состоявших из горчу, и внезапная атака была произведена прямо на белый флаг Убайд-хана. Узбеки были слишком напуганы начавшимся сражением и вскоре бежали в панике. Шах очень скромно оценивал свою собственную роль в атаке — в своем дневнике он всего лишь отметил: «я сделал несколько шагов вперёд». В большинстве источников повторяется рассказ о том, как Убайд-хан был ранен при бегстве горчу, который не узнал свою жертву и решил не приканчивать его из-за тщедушной внешности. По сообщениям, от полученного удара у хана повредился слух, и некоторые сефевидские источники называют его «Убайд-и кар», «глухой Убайд».
Были распространены различные слухи после битвы. Первая новость о крупном поражении кызылбашей широко распространилась по стране бежавшими из первой фазы битвы и послужила вдохновением для мятежников в Багдаде. Первые дошедшие до Бабура в Индии слухи породили противоположное впечатление о полном уничтожении узбекской армии и смертях всех значимых узбекских ханов и султанов, включая Убайд-хана и Кучум-хана. Бабур даже был готов строить планы по новой попытке отвоевать Мавераннахр.

## Дальнейшие события
Джамская битва завершилась третьим по счёту отступлением Убайд-хана из Хорасана с момента восшествия шаха Тахмасиба на престол. Не было попытки преследования. Вместо этого шахский двор, всё еще находясь на поле боя, и далее, возле Нишапура, приступил к раздаче наград и наказаниям. Несмотря на то, что текели бежали с поля боя при первой атаке узбеков, Чуха-султан сумел вновь оказаться в окружении шаха сразу же после того, как поражение обратилось в победу. Однако никто из текели не был наказан. Из числа бежавших были сняты со своих должностей Малик-бек, курдский губернатор Хоя, а также Ягуб-бек Каджар, губернатор Карабаха. Губернатор Кирмана Ахмед султан Афшар был помещён под наблюдение собственного визиря, в ожидании покаяния за свой «безумный» побег из Джама до Кирмана. Среди тех, кто остался верен до конца в битве, был Хусейн-хан, и его племя шамлы, они были вознаграждены и отосланы обратно в Герат. Особый почетный халат был также послан Сам-мирзе, младшему брату шаха и шахскому губернатору Хорасана. В Себзевар было также произведено назначение: сейид Мир Шамсуддин Али Себзевари, который уже был удостоен шахского внимания при проезде через Себзевар и оставшийся с шахом в ходе всего кризиса при Джаме, был назначен губернатором с титулом «султан» несмотря на то, что он не был кызылбашем.
В источниках нет какого-либо упоминания о намерении закрепить победу путём продолжения кампании против всё еще находившихся в Мерве узбеков. Восточные походы Тахмасиба предпринимались только после угрозы нового узбекского наступления на Хорасан. После отражения угрозы от узбеков шах, как правило, быстро возвращался на запад. Для поспешного возвращения на запад были весомые причины, как внутренний кризис или османская угроза, которые могли возникнуть в его отсутствие. Несмотря на необходимость подавления мятежа в Багдаде, она может только частично объяснить причины отказа от попытки закрепить победу при Джаме. За очень редкими исключениями, кызылбашей направляли против врагов, и на востоке, и на западе, только в случае активной провокации.

## Значение
Джамская битва была первым непосредственным сражением с участием кызылбашского шаха и узбекского хана во главе всех своих войск. Она должна была решить судьбу Хорасана. Несмотря на явную победу кызылбашей, даже узбекские источники говорят о «поражении известной победами армии Ислама», она ничего не решила, поскольку не было преследования, и узбеки сумели отступить с нетронутой основной частью своей армии. Шах возвратился на запад, якобы по причине положения дел в Багдаде, и спустя несколько месяцев после битвы при Джаме Убайдулла с лёгкостью повторно завладел Мешхедом и впервые вошёл в Герат.
Однако, в битве при Джаме узбеки поняли, что бесполезно пытаться разбить в решающем сражении главную кызылбашскую армию, перенявшую новые методы ведения боя, позаимствованные Сефевидами у своих соседей Османов, и оснащённую новым видом оружия, привезённым португальцами в Ормуз на берегу Персидского залива. Кызылбаши со времён Чалдыранской битвы усваивали новые методы, главным образом состоявшие из снабжённой огневой мощью пехотой, мобильных лёгких пушек «араба» или «зарядных ящиков» с установленными на них зарбзанами, которых можно было связать в качестве оборонительного пункта цепями в форме ограждения из обозных повозок или лагеря, защищённого повозками, а также тяжёлых осадных пушек.
Узбеки не были способны скопировать всё это, и в Мавераннахр просачивались только второсортные, списанные пушки. Будет предпринята попытка модернизации около 1550 года, и в Мавераннахр даже будут завезены османские янычары, но их использование свелось к внутренним вопросам, и предпринятая реформа была свёрнута. Фактор смещения мировых торговых путей частично изолировал Мавераннахр и сделал невозможным постоянный доступ к современному оружию. Единственным прямым источником была Россия, но только на уровне контрабанды, поскольку вооружение узбеков противоречило политике наступающих русских. Убайдулла не смог извлечь выгоду из выученного им урока от поражения при Джаме.
Убайдулла совершит ещё несколько вторжений в Хорасан, но всякий раз, когда относительно модернизированная шахская армия появлялась для освобождения, он неизбежно был вынужден отказываться от своих завоеваний, поскольку битва при Джаме заставила узбеков осознать своё более низкое положение на поле боя. Именно в этом, а не во временной победе на поле боя, и заключалось значение битвы при Джаме для отношений шаха Тахмасиба с узбеками. Шах возвысился с новым престижем, который повлияет на внутреннюю политическую ситуацию. С конечным подчинением племён центральной власти узбекам пришлось иметь дело с объединённым Кызылбашским государством, против которого они не могли предпринять ничего, кроме набегов и разорений.